# Janusz Bolonek
Janusz Bolonek (n. 6 decembrie 1938, Huta Dłutowska⁠(d), Pabianice County⁠(d), voievodatul Łódź, Polonia – d. 2 martie 2016, Łódź, Polonia) a fost un arhiepiscop romano-catolic, diplomat al Sfântului Scaun, nunțiu în România între 1995-1998. Din 24 mai 2008 a îndeplinit funcția de nunțiu apostolic în Bulgaria, iar din 4 mai 2011 a îndeplinit și funcția de nunțiu apostolic în Republica Macedonia.
În 1989 a fost numit episcop titular de M'daourouch.
A decedat la Łódź, la 2 martie 2016. A fost înmormântat în cimitirul parohial al localității natale, duminică, 6 martie 2016.

## Cariera diplomatică
- 1989-1995: nunțiu apostolic în Nigeria, Burkina Faso și Coasta de Fildeș;
- 1995-1998: nunțiu apostolic în România
- 1999-2008: nunțiu apostolic în Uruguay
- 2008-2013: nunțiu apostolic în Bulgaria, iar între 2011-2013, nunțiu apostolic și în Republica Macedonia